# Maurice Aufair
 (juin 2023).
Si vous disposez d'ouvrages ou d'articles de référence ou si vous connaissez des sites web de qualité traitant du thème abordé ici, merci de compléter l'article en donnant les références utiles à sa vérifiabilité et en les liant à la section « Notes et références ».
Maurice Aufair (de son vrai nom Maurice Hofer) est un comédien né le 14 mai 1932 à Moutier, en Suisse.

## Biographie
Maurice Aufair a étudié l’art dramatique au Conservatoire de Genève. Il a ensuite partagé sa vie artistique entre le théâtre et le cinéma. Il fut aussi l’un des acteurs du radio-théâtre, à l’époque de Radio-Genève. Durant deux saisons, il a dirigé le Théâtre de Carouge, où il a régulièrement tenu des rôles entre 1959 et 1996.
Au théâtre, Maurice Aufair a joué notamment sous la direction de Jean Vilar, Roger Blin, Jean-Paul Roussillon, Marcel Bluwal, Benno Besson et Jorge Lavelli.
On a vu Maurice Aufair sur le petit écran dans de nombreuses séries télévisées : Docteur Sylvestre, L'Heure Simenon, Série noire, L'Agence Labricole, Le Sixième Sens. Il a aussi prêté sa voix à l’Ours Paddington. Il est également le narrateur du court métrage Entre Ciel et Terre de Jean-François Amiguet.
Il enseigna également la diction aux élèves du Cycle d'Orientation du Marais à Genève.

## Théâtre
- 1964 : Le Banquier sans visage, chronique des temps qui changent de Walter Weideli, mise en scène Jean Vilar, Grand Théâtre de Genève

- Mort d'un commis voyageur d’Arthur Miller
- L'Avare de Molière
- Le Malade imaginaire de Molière
- Tartuffe de Molière
- Don Juan de Molière
- Le Misanthrope de Molière
- L'École des femmes de Molière
- L'École des maris de Molière
- 1988 : Les Exilés de James Joyce, mise en scène Jacques Baillon, Théâtre national de l'Odéon
- Le Gardien de Harold Pinter
- Le Retour de Harold Pinter
- Journal d'un fou de Nicolas Gogol
- Moi d’Eugène Labiche
- American Buffalo de David Mamet
- La Traversée de l'hiver de Yasmina Reza
- Olga ma vache de Roland Dubillard
- La Noce chez les petits bourgeois de Bertolt Brecht
- 1999 : Le Roi Lear de William Shakespeare, mise en scène Michel Grobéty
- 2010 : La Panne de Friedrich Dürrenmatt
- 2019 : Haldas (textes de Georges Haldas)
- 2020 : Séance de Michel Viala

## Filmographie sélective

### Cinéma
- 1975 : Pas si méchant que ça de Claude Goretta
- 1977 : San Gottardo de Villi Hermann
- 1977 : Les Petites Fugues d’Yves Yersin : Le boulanger
- 1979 : Les bronzés font du ski de Patrice Leconte : un des deux montagnards
- 1980 : Un homme en fuite de Simon Edelstein
- 1981 : L'Ogre de Barbarie de Pierre Matteuzzi
- 1986 : Le Caviar rouge de Robert Hossein : Sibenthal
- 1999 : La Guerre dans le Haut Pays de Francis Reusser : un des deux montagnards
- 2005 : Au sud des nuages de Jean-François Amiguet : Léon
- 2022 : Presque de Bernard Campan et Alexandre Jollien : homme formulaire

### Télévision
- 1966 : Jean-Luc persécuté de Claude Goretta : Pierre-François
- 1966 : La Dame d'outre-nulle part de Jean-Jacques Lagrange : l'archiviste
- 1970 : Le Sixième Sens de Louis Grospierre : Simon
- 1976 : Le village englouti : Garcia
- 1978 : La Nasse, de Pierre Matteuzzi : Meretti
- 1980 : Les Blancs pâturages, de Michel Subiela : Ambros
- 1980 : La Grotte aux loups de Bernard Toublanc-Michel : Germain
- 1981 : L'Agence Labricole (feuilleton télévisé) : Le commissaire Fiasco
- 1983 : La Rançon de Yvan Butler
- 1987 : L'Heure Simenon - épisode : Le Rapport du gendarme (série TV) : Le commissaire
- 1995 : Farinet, héros et hors-la-loi, d’Yvan Butler : Auguste Farinet
- 1996 : Maigret série TV (saison 1 ép 24) : Maigret a peur de Claude Goretta : Commissaire Féron
- 1996 : Le Dernier Chant de Claude Goretta
- 2006 : La Grande peur dans la montagne de Claudio Tonetti : Munier
- 2012 : Port d'attache, épisode : Le Beau lac de Bâle de Anne Deluz : Ernest grand - Diffusion RTS